# Vertrag von Villafáfila
Der Vertrag von Villafáfila (spanisch Concordia de Villafáfila) wurde am 27. Juni 1506 von König Ferdinand II. von Aragonien in Villafáfila und am 28. Juni 1506 von seinem Schwiegersohn König Philipp von Kastilien in Benavente unterschrieben. Der Vertrag beendete den Streit der beiden Kontrahenten um die Regierungsgewalt in den Ländern der Krone von Kastilien. Dieses Abkommen ist der letzte internationale Vertrag, der zwischen den Herrschern der Krone von Kastilien und der Krone von Aragonien als unabhängige Herrscher abgeschlossen wurde.
Durch den Vertrag wurde die De-facto-Personalunion zwischen den Reichen der Krone Kastiliens und den Reichen der Krone Aragoniens vorerst beendet.

## Hintergründe des Gegensatzes zwischen Ferdinand und Philipp

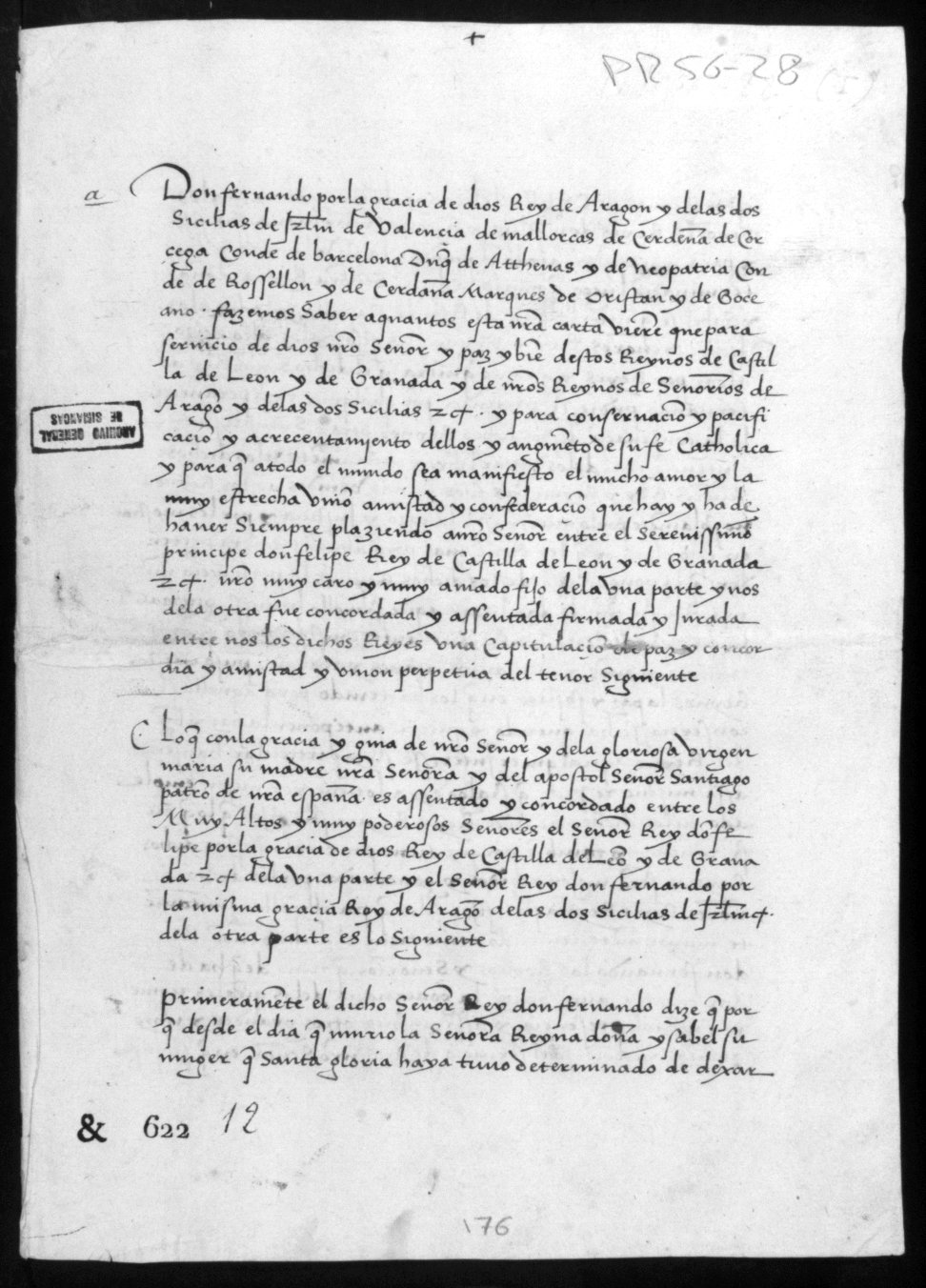
Vertrag von Villafáfila Ausfertigung König Ferdinands

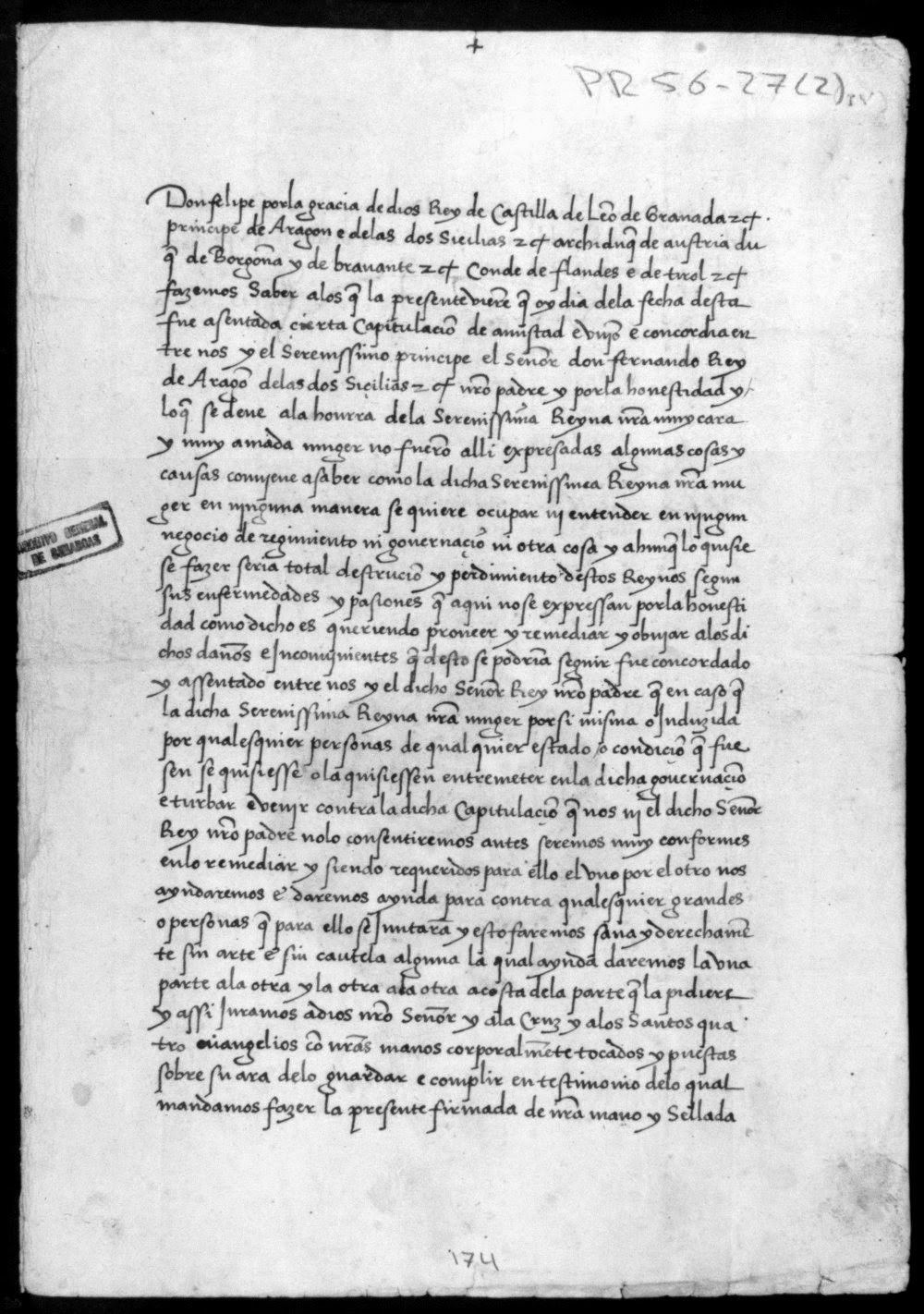
Vertrag von Villafáfila Ausfertigung König Philipps

Die Auseinandersetzung zwischen Ferdinand und seinem Schwiegersohn Philipp lässt sich nicht auf Spannungen in den persönlichen Beziehungen zwischen Schwiegersohn und Schwiegervater reduzieren. Der Konflikt hatte eine internationale Bedeutung für Kastilien, das seine Einigkeit mit Aragonien in Gefahr sah. Die Niederlande sahen ihre Stellung gegenüber Frankreich gefährdet. In der kastilischen Innenpolitik stand Ferdinand für eine starke Stellung der Krone gegenüber dem hohen Adel. Philipp dagegen war bereit dem Adel größere Mitwirkungsrechte zuzugestehen. Während es andererseits Befürchtungen gab, dass Philipp, der selber nicht kastilisch sprach, wichtige Ämter mit Ausländern besetzen würde.

## Thronfolge in Kastilien
Bei der Regierungsübernahme in Kastilien durch Isabella und Ferdinand im Jahr 1474 wurde ihr damals einziges Kind Isabella Thronfolgerin. Nach der Geburt des männlichen Nachkommen Johann von Aragón und Kastilien übernahm dieser 1478 die Thronfolge. Nach seinem Tod 1497 wurde die Infantin Isabella bis zu ihrem Tod im Jahr 1498 wieder Thronfolgerin. Ihr folgte ihr Sohn Miguel da Paz, der 1500 im Alter von nicht ganz zwei Jahren verstarb. Die nächste Person, die als Erbin der Länder der Krone von Kastilien nachrückte, war Johanna, das dritte Kind der Katholischen Könige. Diese war mit Philipp dem Schönen verheiratet. Philipp war der einzige Sohn des Kaisers Maximilian. Er herrschte als Herzog von Burgund in den von seiner Mutter Maria von Burgund geerbten Ländern des Hauses Burgund. Im Jahr 1502 besuchten Johanna und Philipp Spanien und wurden am 22. Mai von den kastilischen Cortes in Toledo als Thronfolger vereidigt. Die Vereidigung durch die aragonischen Cortes in Saragossa fand am 27. Oktober 1502 statt.
Am 12. Oktober 1504, etwa einen Monat vor ihrem Tod, unterschrieb Königin Isabella die letzte Fassung ihres Testaments. Darin setzte Isabella ihre Tochter Johanna als Erbin der Reiche der Krone von Kastilien ein. Wenn Johanna wegen Abwesenheit oder aus sonstigen Gründen die Regierungsgeschäfte nicht wahrnehmen könne, sollte ihr Vater Ferdinand als Regent tätig werden.

## Ablauf der Ereignisse nach dem Tod der Königin Isabella
Am 26. November 1504 starb Königin Isabella. Ferdinand ließ Johanna, die im Mai 1504 in die burgundischen Niederlande zurückgekehrt war, in Medina del Campo zur Königin ausrufen und übernahm die Regentschaft in ihrem Namen. Für Januar 1505 berief Ferdinand im Namen Johannas die Cortes nach Toro ein. Dort wurde Johanna in Abwesenheit als Erbin und Inhaberin der Krone von Kastilien und Philipp als ihr rechtmäßiger Ehemann anerkannt. Ferdinand wurde in seiner Position als Regent (gobernador perpetuo) bestätigt. Da Johanna nicht in Kastilien war, musste ein Regent für sie tätig werden. Die Cortes lehnten es ab, Johanna generell für regierungsunfähig zu erklären. Offizielle Schreiben der Krone Kastiliens ergingen nur im Namen der Königin Johanna und waren von ihrem Vater König Ferdinand (von Aragonien etc.) unterschrieben. Philipp war mit dieser Entwicklung nicht zufrieden. Er wollte nicht nur als Prinzgemahl, sondern als gleichberechtigter König von Kastilien anerkannt werden. Die Formel der Bezeichnung des neuen Königspaares, den die Cortes von Toro bei dem Eid auf Johanna verwendeten, war auch bei der Proklamation Isabellas zur Königin von Kastilien verwendet worden: Johanna (bzw. Isabella) Erbin und Inhaberin der Krone von Kastilien und Philipp (bzw. Ferdinand) als ihr rechtmäßiger Ehemann. Die nahezu gleichberechtigte Regierungsbeteiligung Ferdinands war damals zwischen den Eheleuten durch den Vertrag von Segovia geregelt worden.
Im Oktober 1505 heiratete Ferdinand in einer Trauung per Stellvertreter Germaine de Foix, eine Nichte des Königs Ludwig XII. von Frankreich (Germaine war auch die Enkelin von Ferdinands Halbschwester Eleonore.) Die Ehe wurde am 22. März 1506 dann tatsächlich geschlossen. Diese Eheschließung stieß in Kastilien auf Ablehnung, da durch die Geburt von männlichen Nachkommen aus dieser Ehe die Personalunion zwischen der Krone von Kastilien und der Krone von Aragonien aufgehoben würde.
Die Gesandten Philipps, die in Salamanca mit Vertretern Ferdinands verhandelten, erreichten im November 1505 ein Abkommen, das Philipp auf dem Weg der Anerkennung als regierender König einen Schritt weiter brachte. Die „Concordia de Salamanca“, die am 24. November 1505 unterschrieben wurde, sah eine gemeinsame Regierung durch Johanna und Philipp als Inhaber der Krone vor. Ferdinand sollte als lebenslanger Regent (gobernador) die Hälfte der königlichen Einkünfte erhalten. Darüber hinaus gab es eine Regelung im Bezug auf die Besetzung der Führungspositionen und die Einkünfte der spanischen Ritterorden.
Um sein Anliegen persönlich zu betreiben und sich der Unterstützung des kastilischen Adels zu versichern, beabsichtigte Philipp mit Johanna nach Kastilien zu reisen. Bei ihrem ersten gemeinsamen Besuch Spaniens (1501/1502) hatten sie von den Niederlanden aus den sicheren Landweg durch Frankreich nutzen können. Das wurde ihnen 1505 von Ludwig XII. verwehrt. Nachdem Johanna am 17. September 1505 in Brüssel ihr fünftes Kind, Maria zur Welt gebracht hatte, wollte Philipp mit großem Hofstaat wie es einem König von Kastilien, Erzherzog von Österreich, Herzog von Burgund etc. zukommt, auf dem Seeweg nach Spanien reisen. Die Wetterbedingungen erlaubten es am 10. Januar 1506 einer Flotte von etwa 40 Schiffen auszulaufen. Nach drei Tagen mit günstigen Winden erreichte die Flotte den Ausgang des Ärmelkanals. Während der Nacht kam ein Sturm auf, der zwei Tage anhielt und die Flotte zerstreute. Ein großer Teil der Flotte erreichte den Hafen von Falmouth. Das Schiff, auf dem sich die Monarchen befanden, erreichte die Bucht von Portland. Während des Aufenthalts in England wurde die Flotte wieder instand gesetzt. Philipp führte Gespräche mit König Heinrich VII. Johanna hatte Gelegenheit ihre Schwester Katharina zu sehen, die mit dem Thronfolger, dem späteren Heinrich VIII., verheiratet war. Als am 23. April 1506 das Wetter es erlaubte, lichtete die Flotte, nach einem Aufenthalt von mehr als drei Monaten, die Anker. Die Flotte hielt Kurs auf La Coruña, offiziell wurde dieser Hafen angesteuert, um zum Dank für die Rettung aus Seenot, das Grab des Apostels Jakobus in Santiago de Compostela zu besuchen. Die Schiffe benötigten kaum vier Tage um von England nach La Coruña zu gelangen. In der Nacht des 26. April konnte Philipp an Land gehen. Er versuchte das Zusammentreffen mit Ferdinand so weit wie möglich hinauszuschieben um sich in persönlichen Gesprächen der Unterstützung der kastilischen Adeligen zu versichern. Er versuchte, sie durch Geschenke, Zugeständnisse und Versprechen auf seine Seite zu bringen. Er war bei diesem Vorgehen so erfolgreich, dass auf Ferdinands Seite nur einige Granden blieben, besonders der Erzbischof Cisneros, der Herzog von Alba und der Graf von Cifuentes.

## Zusammentreffen von Ferdinand und Philipp
Ferdinand und Philipp näherten sich einander an der Grenze zwischen Galicien und Kastilien.
Nachdem zwischen den Parteien durch Botschafter Kontakt aufgenommen worden war und Verhandlungen begonnen hatten, trafen sich Ferdinand und Philipp am 20. Juni 1506 nahe dem Ort Remesal auf freiem Feld. Philipp wurde von etwa tausend bewaffneten Flamen begleitet und darüber hinaus von spanischen Adeligen, die sich ihm nach seiner Ankunft in La Coruña angeschlossen hatten. Ferdinand erschien mit etwa zweihundert Personen seines Hofstaates und hohen Adeligen seiner Königreiche.
Johanna nahm an dem Treffen nicht teil.
Ferdinand wohnte während der Verhandlungen außerhalb von Villafáfila in einer Villa des Santiago-Ordens, dessen Großmeister er war. Johanna und Philipp waren Gäste des Alonso Pimentel y Pacheco, dem 5. Grafen von Benavente (Zamora), der zu ihren Ehren in Benavente verschiedene Feste organisierte.

## Inhalt des Vertrages
Der Vertrag wurde von Seiten Philipps durch Juan Manuel de Villena de la Vega und Juan de Luxemburgo, Señor de Wilt, von Ferdinands Seite durch Erzbischof Cisneros ausgehandelt. Sie pendelten täglich zwischen Benavente und Villafáfila hin und her um die Ergebnisse der Verhandlungen mit dem jeweiligen König abzustimmen. Ferdinand gab von vornherein auf. Er beauftragte Cisneros mit den Verhandlungen zu einer Übereinkunft, die nichts anderes war als eine Kapitulation.
Die Vereinbarung besteht aus einer Einleitung, zehn Abschnitten und den Bestätigungen.
Zu Beginn des Vertragstextes wird Philipp bezeichnet als: Philipp durch die Gnade Gottes König von Kastilien, von León, von Granada etc. Kronprinz (Príncipe) von Aragonien und der beiden Sizilien etc. Erzherzog von Österreich, Herzog von Burgund und Brabant etc. Graf von Flandern und Tirol etc.
Ferdinand wird bezeichnet als: Ferdinand durch die Gnade Gottes König von Aragonien, der beiden Sizilien, von Jerusalem, von Valencia, von Mallorca, von Sardinien, von Korsika, Graf von Barcelona, Herzog von Athen und von Neopatria, Graf des Rossellon und von Cerdaña, Markgraf von Orestan und von Gociano. (Ferdinand führte nur noch die Titel der Krone von Aragonien.)
Der Vertrag war in kastilischer Sprache abgefasst und beide Könige unterschrieben mit der für Könige in Kastilien üblichen Unterschrift: Yo el Rey (Ich der König)
- König Ferdinand verzichtete zugunsten Philipps und Johannas ausdrücklich auf die Herrschaft über die Länder der Krone von Kastilien. Im Falle des Todes, von Krankheit oder sonstiger Unfähigkeit der Königin Johanna, die Regierung wahrzunehmen, solle diese Aufgabe auf Philipp übergehen. Ferdinand nahm an, dass die Länder besser nur durch seine Kinder regiert würden als durch alle drei zusammen.
- Das Recht Ferdinands auf die Hälfte der Einkünfte aus den Reichen in Amerika wurde anerkannt. Ferdinand behielt die gesamte Herrschaft und die Einnahmen der Großmeisterwürden der Ritterorden Orden von Calatrava, Alcántaraorden und Santiagoorden.
- Es wurde eine Abstimmung der Botschafter beider Könige beim Heiligen Stuhl vereinbart. Diese sollten darauf hinwirken, dass der Heilige Vater die Verwaltung des Besitzes der Ritterorden zu Lebzeiten Ferdinands diesem und nach seinem Tod der Krone von Kastilien überließe.
- Man stimmte überein einen Vertrag über Frieden, Freundschaft, Bündnis der Einheit und ewigen Freundschaft zwischen beiden Königen abzuschließen, in welchem sich beide zur gegenseitigen Hilfe und Verteidigung verpflichteten, um den Frieden in den jeweiligen Ländern einschließlich Flandern und Neapel zu erhalten.
- Man vereinbarte gegenseitige diplomatische Unterstützung gegenüber dem Heiligen Vater in allen Angelegenheiten, die beide Kronen betreffend, in der Art, dass in Rom und in der ganzen Welt bekannt sei, dass eine Verbindung zwischen ihnen bestehe.
- Es wurde vereinbart, dass, wenn ein Untertan einer Seite gegen diesen Vertrag verstoßen sollte, er durch den jeweiligen König zu bestrafen sei.
- Ebenso versprach man sich gegenseitig bei den Aufgaben zu unterstützen, die Königin Isabella in ihrem Testament den Erben aufgetragen hatte: Den Kampf gegen die Ungläubigen mit Personal, Ausstattung und Schiffen auf Kosten derer, die die Hilfe beanspruchten.
- Man stimmte überein, dass die Diener der beiden Könige von beiden als gute und treue Diener zu betrachten sind, denen kein Schaden zugefügt werden darf und die nicht verfolgt werden dürfen.
- Es wird die Vorrangigkeit festgestellt, die dieser Vertrag vor allen bisherigen und zukünftigen Verträgen und Vereinbarungen hat.
- Um dieser Übereinkunft mehr Gewicht zu geben sollte eine Vereidigung vor den Vertretern der Cortes, die in den nächsten Tagen in Valladolid zusammentreten würden, vorgenommen werden.[18]

Der Vertrag hatte einen geheimen Anhang, in dem beide Seiten feststellten, dass Königin Johanna wegen ihrer Krankheiten und ihren Leidenschaften (enfermedades y pasiones) die Regierungsgewalt nicht selbst übernehmen könne.
Der Vertrag wurde am 27. Juni 1506 von Ferdinand II. von Aragonien in Villafáfila und am 28. Juni 1506 von seinem Schwiegersohn Philipp dem Schönen in Benavente unterschrieben.

## Ereignisse nach dem Vertragsabschluss
Vor einigen Zeugen, die sein volles Vertrauen hatten, unterschrieb Ferdinand einen geheimen Protest.
Er habe die Übereinkunft gegen seinen Willen abgeschlossen, nur um einen Bürgerkrieg zu vermeiden. Daher erachte er nach seinem Gewissen den Vertrag für nichtig.
Philipp übernahm die Regierung und erfüllte einen großen Teil der Versprechungen, die er den kastilischen Adeligen gegeben hatte um ihre Unterstützung zu erhalten. u. a. wurde Andres Cabrera, der Marquis von Moya, der Isabella bei ihrer Regierungsübernahme den Staatsschatz ihres verstorbenen Bruders Heinrich übergeben hatte, als Kommandant aus dem Alcázar von Segovia vertrieben und durch Juan Manuel de Villena de la Vega ersetzt. Juan Manuel war der Verhandlungsführer Philipps bei Abschluss des Vertrages von Villafáfila. Im Gegensatz zu den Forderungen der Cortes wurde die Festung Simancas einem Flamen, dem Herren von Chaulx übergeben. Kardinal Cisneros wurde, vermutlich mit Zustimmung Ferdinands, Mitglied des neu zusammengestellten Kronrates des Königs Philipp.
Philipp und Johanna reisten nach Valladolid. Dort tagten die Cortes von Kastilien. Erneut versuche Philipp Johanna durch die Cortes für regierungsunfähig erklären zu lassen. Der hohe Adel, angeführt vom Admiral Enríquez, einem Verwandten der Königin, lehnten es nach einem Gespräch mit Johanna ab, sie für regierungsunfähig zu erklären. Das Gleiche äußerten die Vertreter der Städte. Am 12. Juli schworen die Cortes Johanna die Königin als Eigentümerin und Philipp als wahrem und rechtmäßigen Herrn („verdadero y legítimo señor“), weil er ihr rechtmäßiger Ehemann sei, die Treue. Die Cortes bezogen sich dabei auf die Beschlüsse aus den Jahren 1502 und 1505.
Am 25. September 1506 verstarb Philipp in Burgos. Kardinal Cisneros berief umgehend eine provisorische Regierung ein, an der die wichtigsten Adeligen Kastiliens beteiligt waren. Er konnte nicht verhindern, dass sich zwei Parteien bildeten: Wie in alten Zeiten verteidigten die Mitglieder der Familien Velasco, Mendoza und Enríquez de Alvarez de Toledo die Autorität der Monarchie. Sie forderten die sofortige Rückkehr zu den Bestimmungen des Testaments der verstorbenen Königin Isabella und damit zur Regentschaft Ferdinands. Vertreter der Familien Manrique, Pacheco und Pimentel strebten an, den Sohn Johannas und Philipps, Karl zum König zu proklamieren und seinem Großvater Maximilian die Regentschaft zu übertragen. Grundsätzlich entstand durch den Tod Philipps in Kastilien keine grundlegende formale Veränderung der Herrschermacht. Johanna war zur Königin proklamiert und nicht für regierungsunfähig erklärt worden. Sie war also weiterhin formal und zu diesem Zeitpunkt erstmals auch tatsächlich regierende Königin der Länder der Krone von Kastilien. Ihre erste Entscheidung als selbständig agierende Königin war die Zurücknahme aller Anordnungen, die Philipp während seiner kurzen Regierungszeit erlassen hatte.
Zur Zeit des Todes Philipps befand sich Ferdinand auf See im Mittelmeer. Er erhielt die Nachricht vom Tod Philipps am 5. Oktober 1506 in Portofino. In einem Brief drängte Kardinal Cisneros ihn, ohne auch nur eine Minute zu verlieren, nach Kastilien zurückzukehren. Ferdinand schien das aber nicht für so dringend zu halten. Er war nach Italien mit der Absicht gefahren, Neapel dauerhaft fest mit der Krone von Aragonien zu verbinden. Davon wollte er sich nicht abbringen lassen. Nachdem Ferdinand die Angelegenheiten in Neapel geklärt hatte, trat er mit dem dort von seinen Ämtern abgelösten Gonzalo Fernández de Córdoba y Aguilar am 4. Juni 1507 den Weg nach Spanien an. Er machte einen Besuch bei Papst Julius II. und traf sich in Savona mit Ludwig XII. Am 25. Juli ging Ferdinand in Valencia an Land. Johanna befand sich zu diesem Zeitpunkt in Hornillos de Cerrato. Sie kam ihrem Vater ein Stück entgegen. Sie trafen sich am 29. August 1507, also mehr als zehn Monate nach dem Tod Philipps, der in einer Kiste im Gepäck Johannas still vor sich hin stank, in Tórtoles. Johanna machte einen niedergeschlagenen Eindruck. Sie wollte nichts Anderes, als dass ihr Vater wieder alle Macht in Kastilien übernähme. Es erfolgte keine Erklärung ihrer Regierungsunfähigkeit, es wurden nie Regierungsdokumente verbreitet, die nicht ihren Namen trugen, trotzdem handelte Ferdinand bis zu seinem Tod als der wahre König von Kastilien.